# HK MK Bled
Der HK MK Bled (slowenisch: Hokejski Klub Mlade Kategorije Bled) ist ein slowenischer Eishockeyclub aus Bled, dessen Senioren-Mannschaft bis 2011 an der Slohokej Liga teilnahm.

## Geschichte
Der HK MK Bled wurde am 8. Juli 1999 gegründet, es wurden zunächst nur einige Nachwuchsmannschaften betrieben. Dies geschah mit großem Erfolg: in der kurzen Zeit seit Bestehen des Clubs konnte die Mannschaft drei Mal den Titel des slowenischen Jugendmeisters erringen. In der Saison 2005/06 trat der HK MK Bled auf Einladung des Kärntner Eishockeyverbandes erstmals in der damaligen Kärntner Liga an und konnte auf Anhieb ins Finale vordringen, wo das Team dem ESC Steindorf unterlag. Dies wiederholte sich im Jahr darauf, diesmal verlor die Mannschaft gegen eine Nachwuchsmannschaft des EC VSV.
Zwischen der 2007 und 2009 war der Club auch mit einer Seniorenmannschaft in der Slowenischen Eishockeyliga vertreten. Dabei konnte sich die Mannschaft in beiden Spieljahren für die Play-offs qualifizieren. Anschließend nahm der Verein bis 2011 an der Slohokej Liga teil.

## Vereinsstatistiken

### Slowenische Eishockeyliga
| Saison  | Spiele | S  | S n. V. | N n. V. | N  | Tore    | Tord. | Punkte | Rang     | Play-offs        |
| ------- | ------ | -- | ------- | ------- | -- | ------- | ----- | ------ | -------- | ---------------- |
| 2007/08 | 28     | 5  | 2       | 2       | 19 | 73:152  | −79   | 21     | 7. Platz | Viertelfinal-Out |
| 2008/09 | 36     | 16 | 2       | 3       | 15 | 158:138 | +20   | 55     | 6. Platz | Achtelfinal-Out  |

### Slohokej Liga
| Saison  | Spiele | S  | S n. V. | N n. V. | N  | Tore   | Tord. | Punkte | Rang      | Play-offs          |
| ------- | ------ | -- | ------- | ------- | -- | ------ | ----- | ------ | --------- | ------------------ |
| 2009/10 | 27     | 12 | 2       | 2       | 11 | 108:94 | +14   | 42     | 6. Platz  | Viertelfinal-Out   |
| 2010/11 | 26     | 1  | 0       | 0       | 25 | 56:201 | −145  | 3      | 10. Platz | Play-offs verpasst |

## Spielstätte
Die Heimstätte des Clubs ist die 1974 erbaute Hokejska dvorana Bled. Sie bietet insgesamt 1736 Zuschauern Platz. Neben dem normalen Ligabetrieb wird jährlich vor Saisonbeginn auch der Rudi-Hiti-Sommercup ausgetragen, ein Vorbereitungsturnier für Clubmannschaften, an dem bisher neben Vertretern aus Slowenien auch Teams aus Österreich, Frankreich und der Schweiz teilgenommen haben.